# Natascha Ragosina
Pour les articles homonymes, voir Ragozine.
Natascha Ragosina (en russe : Наталья Юрьевна Рагозина, transcription française : Natalia Iourievna Ragozina) est une boxeuse professionnelle russe née le 5 avril 1976 à Karaganda, (RSS kazakhe, URSS).

## Carrière
Passée professionnelle en 2004, elle devient championne du monde WIBF des super-moyens le 29 octobre 2005 puis parvient à réunifier le titre en 2007 en remportant les ceintures WBA, WIBA, WBC et IWBF. Le 19 décembre 2009, Ragosina s'empare de la ceinture WIBF dans la catégorie poids lourds en battant par KO au 8e round Pamela London à Iekaterinbourg.